# Frank Iero
Frank Iero (polno ime: Frank Anthony Thomas Iero Junior), ameriški kitarist, vokalist in podjetnik, * 31. oktober 1981, Belleville, New Jersey, ZDA. 
Z glasbo se je pričel ukvarjati pri rosnih enajstih letih. Zaradi skupine My Chemical Romance je kasneje pustil tudi študij. Leta 2007 je ustanovil band leathermouth. Po letu 2013 je ustanovil band frank iero and the patience in izdal dva albuma in E.P., Stomachaches, Parachutes in Keep the coffins coming.
Frank ima svojo linijo oblačil ter založniško podjetje, imenovano Skeleton Crew. 
Ima rjavo-zelene oči, naravna barva las je temno rjava, trenutno pobarvana na črno.
Po horoskopu je škorpijon in ima zato na vratu tetoviranega škorpijona. Njegov zaščitni znak pa je tatu na prstih - napis ˝HALLOWEEN˝.
Veliko ljudi ne zna izgovoriti njegovega priimka, ki se pravilno izgovori "eye-ear-oh".
Frank Iero je bil domnevno v razmerju z glavnim pevcem in "frontmanom" bivšega banda My Chemical Romance.

## Življenjepis
Rodil se je v Belleville, New Jersey, zato si je kasneje dal vtetovirati v notranjo stran spodnje ustnice NJ, kot začetnici njegovega rojstnega mesta. Odrasel je z mamo Lindo, ki se je ločila od njegovega očeta. Ta je bil glasbenik in je imel na Franka velik vpliv. Naredil je katoliško osnovno šolo, srednjo in se vpisal na New Jerseysko univerzo Rutgers, ki jo je pustil, saj se je pridružil bandu My Chemical Romance.
Preden se je pridružil MCR je igral v kar nekaj bendih, kot so Pencey Prep, I Am A Graveyard, Hybrid.